# Coherencia textual
Coherencia es la cualidad de un texto por la cual sus diversos componentes: capítulos, párrafos y oraciones aportan información relevante para su sentido general. Un texto es coherente cuando las partes que lo componen guardan relación entre sí y aportan a su comprensión.

## Origen del término
El término coherencia en el ámbito lingüístico parte de los estudios de  Roland Harweg (1968), Teun van Dijk (1972, 1977) y Róbert-Alain De Beaugrandé (1981).

## Configuración del texto coherente
Un texto coherente está compuesto por conceptos y relaciones.
- Los conceptos son los conocimientos que se tienen, ya sean conocimientos generales o previos, o en su contraparte adquiridos en el mismo texto.
- Las relaciones son los vínculos que conectan unos conceptos con otros, haciendo que todos formen parte de un único texto coherente.

## Tipos de coherencia
Se suele hablar de coherencia global, y coherencia local. La coherencia global tiene que ver con la unidad temática del texto (o sea el tema central que da sentido al texto como totalidad);  las distintas partes mantengan relaciones de significado, y que haya una adecuada progresión temática; y la coherencia local se refiere a la unidad temática de sus segmentos (al sentido cabal de cada enunciado).
- No contradicción: Los elementos presentes en el texto no deben contradecirse para que haya claridad.
- Repetición: Algunos de los conceptos o elementos deben reiterarse a lo largo del texto.
- Relación: Todos los hechos presentes en el texto deben estar relacionados directa o indirectamente.
- Progresión: A medida que se va dando información en el texto debe tender a la progresividad. Se debe organizar de esa manera.

## Diferencias de aplicación entre coherencia y cohesión
La coherencia está estrechamente relacionada con la cohesión; con la diferencia de que la coherencia es un «procedimiento macrotextual» que hace referencia a la sintaxis y la cohesión es un «procedimiento microtextual», relacionado con la semántica.

## Significado, ambigüedad y versatilidad
La misma palabra o frase puede tener más de un significado dependiendo del contexto. Normalmente el significado que se intenta transmitir es claro, aunque a menudo se dan casos de ambigüedad. En otros casos se produce la versatilidad del término, que es aquella que se da cuando se utilizan varios significados posibles en el contexto en que está de forma intencionada, como en el caso de la poesía y los chistes.